# Magdalena Śniadecka-Kotarska
Antonina Magdalena Śniadecka-Kotarska (ur. 13 czerwca 1952) – polska etnolożka i antropolożka kultury i polityki, prowadząca badania terenowe w Ameryce Andyjskiej poświęcone etnopolityce, ludności tubylczej i gender indentity. Ambasador RP w Peru (2018–2024).

## Wykształcenie
Absolwentka Wydziału Filozoficzno-Historycznego Uniwersytetu Łódzkiego (1983), przez 12 lat pracowniczka Katedry Etnografii tego wydziału. Od 1995 pracowniczka i współtwórczyni Instytutu Stosunków Międzynarodowych (obecnie Wydziału Studiów Międzynarodowych i Politologicznych UŁ). Równolegle przez 20 lat współpracowała z Centrum Studiów Latynoamerykańskich Uniwersytetu Warszawskiego (CESLA). Tytuł doktor nauk humanistycznych uzyskała na UŁ w 1990, doktor habilitowanej na UAM w 2004, profesora nadzwyczajnego na Uniwersytecie Warszawskim w 2005, a rok później Uniwersytetu Łódzkiego. W 2015 z rąk prezydenta RP otrzymała tytuł profesora belwederskiego.

## Zainteresowania badawcze
Specjalizuje się w badaniach etnopolitycznych regionu andyjskiego (Peru, Ekwador, Boliwia) oraz mezoamerykańskiego (pogranicze meksykańsko-gwatemalskie). Zajmuje się badaniem konfliktów wśród społeczności tubylczych oraz mechanizmami etnorozwoju z perspektyw odgórnych i oddolnych (emic/etic), w skali mikro oraz makro. Jako pierwsza w Polsce w latach 90. XX w zajęła się problematyką narkokultury, narkoprzemocy, narkoterroru i narkoterroryzmu oraz różnej dywersyfikacji tożsamości płci wśród Indianek i Metysek.

## Dorobek naukowy

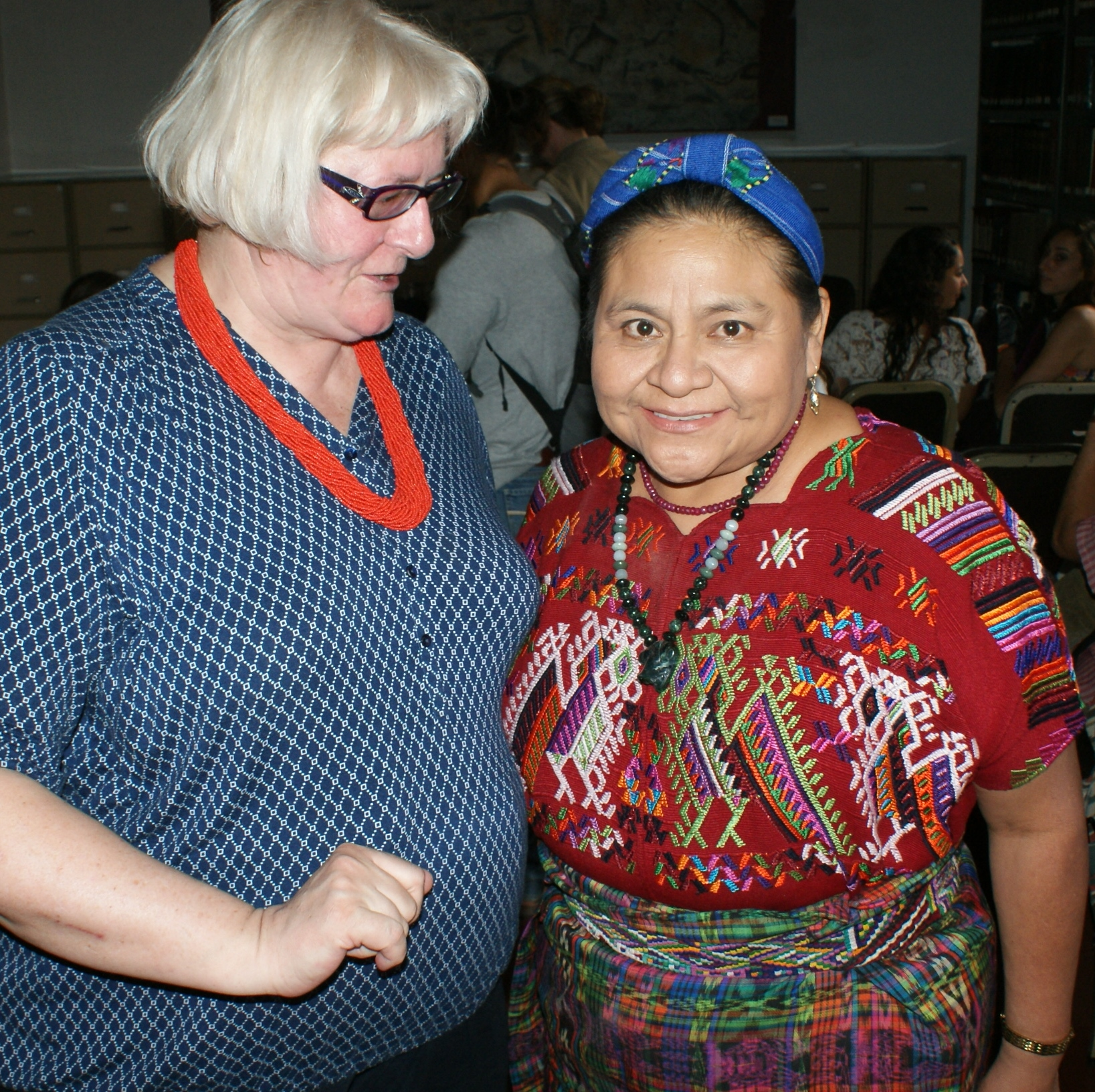
Magdalena Śniadecka-Kotarska i laureatka pokojowej nagrody Nobla Rigoberta Menchú Tum (2013)

W latach 1993–2016 Śniadecka-Kotarska poświęciła zagadnieniom znajdującym się w jej zainteresowaniach badawczych 60-krotne badania terenowe w Ameryce Łacińskiej, realizowane w ramach 11 grantów naukowych finansowanych przez: KBN, MNiSW, NCN i KE (w ośmiu z nich jako kierowniczka). W latach 2010–2014 była też polskim koordynatorem prestiżowego projektu MISEAL (Medidadas para la Inclusión Social y Equidad en Instituciones de Educación Superior en América Latina) UE programu ALFA III, skupiającego jednostki naukowe z 12 krajów południowoamerykańskich i 4 europejskich (Niemcy, Hiszpania, Wielka Brytania, Polska).
Efektem realizowanych badań terenowych jest udział w ponad 100 kongresach i konferencjach międzynarodowych (w tym cyklicznych ICA, IUAES, CEISAL, LASA), autorstwo 8 monografii i 90 artykułów publikowanych w specjalistycznych czasopismach naukowych w j. polskim, hiszpańskim i angielskim.
Ostatnia z jej książek, Etnopolityka w Meksyku napisana we współautorstwie z synem Jędrzejem Kotarskim, została przez komisję dyscyplinarną UŁ uznana w niemal 40% za plagiat z artykułów hiszpańskojęzycznych.

## Dydaktyka

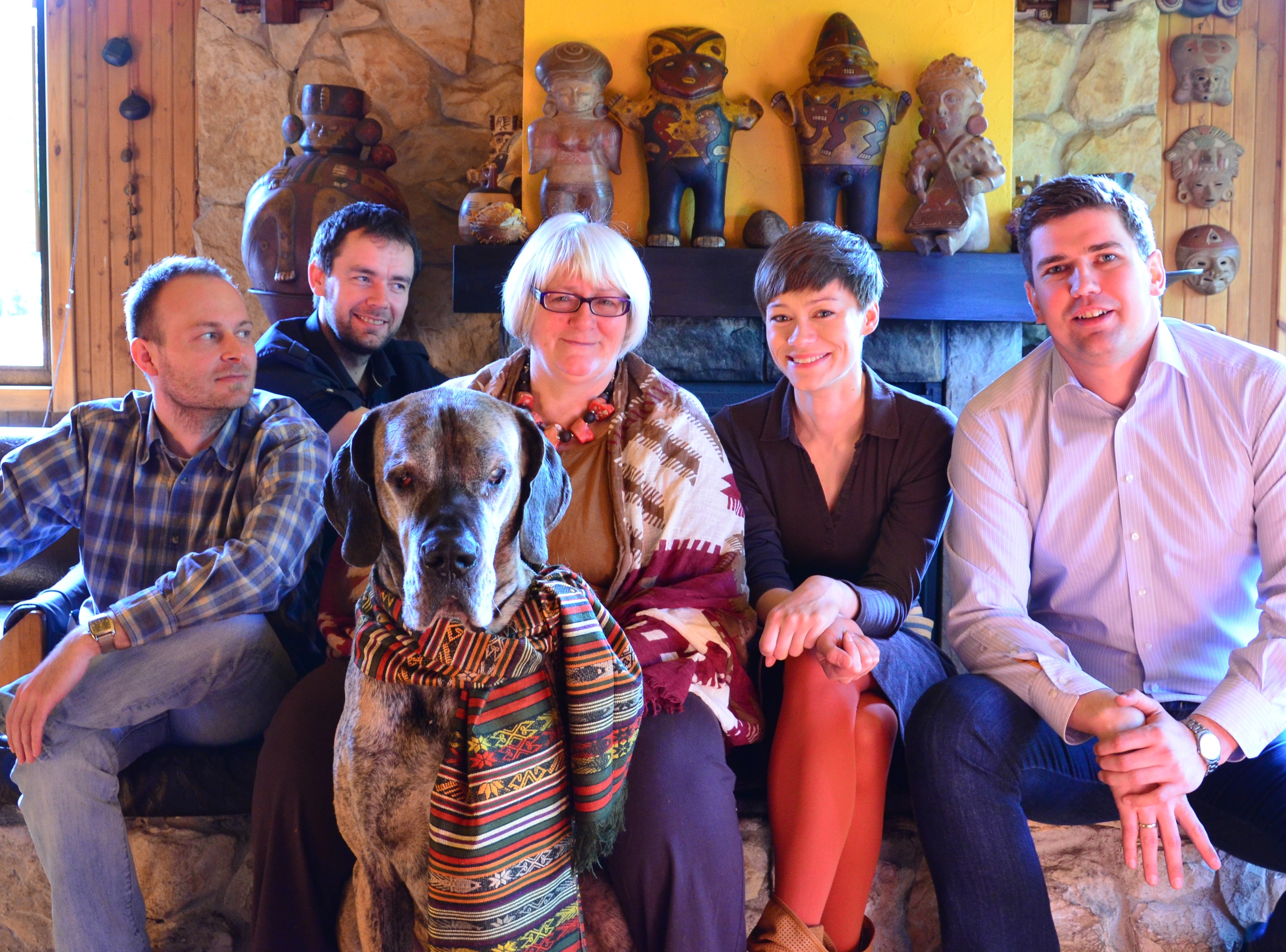
Magdalena Śniadecka-Kotarska z zespołem ZSL (2014)

Wielokrotna profesor wizytująca na uniwersytetach europejskich i latynoamerykańskich, m.in. w Berlinie, Pradze, Madrycie, Granadzie, Córdobie, Jaén, Barcelonie, Vic oraz Quito, Otavalo, Limie, Cuzco, La Paz, Valparaiso, Buenos Aires, Puebla, Cholula, Mexico D.F., São Paulo, Rio de Janeiro, Campinas.
W ramach dydaktyki Śniadecka-Kotarska prowadziła zajęcia z zakresu etnologii/antropologii polityki i stosunków międzynarodowych oraz kulturoznawstwa Iberoameryki w językach polskim i hiszpańskim. Wprowadziła jako pierwsza w Polsce w 1995 (najpierw na UW, a następnie na UŁ) wykłady z zakresu: antropologii kobiety latynoamerykańskiej, narkoprzemocy, konfliktów społeczno-kulturowych i politycznych, kontekstów łamania praw człowieka wynikających z różnych koncepcji oraz sposobów realizacji etnopolityki, etnorozwoju, polityki zwalczania narkohandlu oraz kulturowych tożsamości płci w państwach wieloetnicznych.
W latach 1997–2016 członkini Zespołu ds. Kultur Ameryk Instytutu Etnologii i Antropologii Kulturowej Uniwersytetu Adama Mickiewicza w Poznaniu. Od 2002 założycielka i kierowniczka Pracowni, Zakładu, a następnie Katedry Studiów Latynoamerykańskich i Porównawczych na Uniwersytecie Łódzkim.
Magdalena Śniadecka-Kotarska zbudowała na Uniwersytecie Łódzkim spośród własnych wychowanków interdyscyplinarny zespół latynoamerykanistów, który w 2015 został włączony do sieci Latin American Council of Social Sciences. Była też inicjatorką powołanego na WSMiP UŁ w 2013 Centrum Konfliktów Latynoamerykańskich.
Jest autorką 5 specjalizacji na WSMiP (Specjalizacja Iberoamerykańska, Estudios Latinoamericanos, Cultura, Sociedad y Politica, Interamerykańska, Dziennikarstwo Międzynarodowe) oraz współautorką kierunku Międzynarodowe Studia Kulturowe. Wypromowała 223 latynoamerykanistów: 8 doktorów, 110 magistrów (w tym 55 na UW), 90 licencjatów i 15 prac podyplomowych.

## Ambasador w Peru

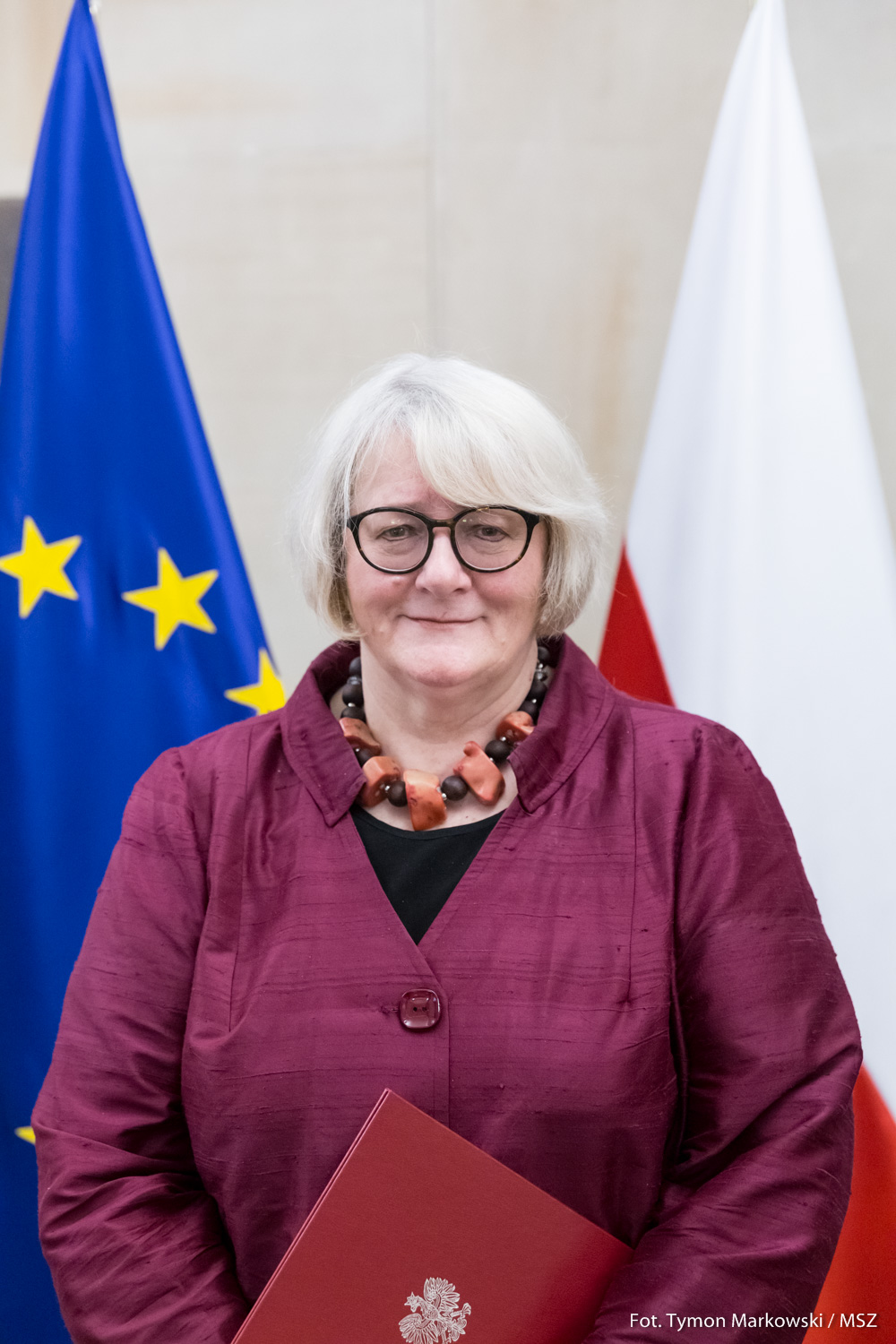
(2018)

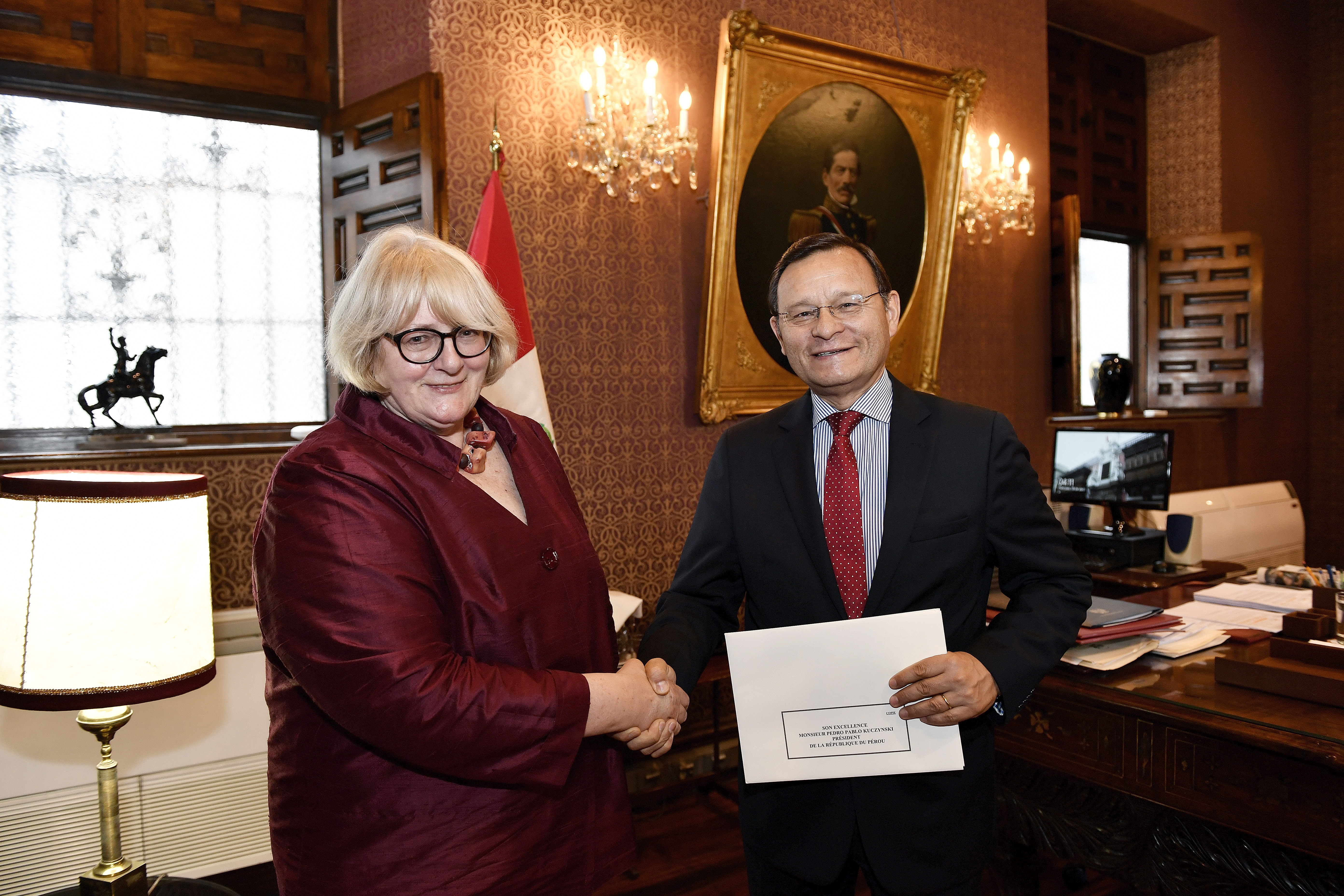
Magdalena Śniadecka-Kotarska i minister spraw zagranicznych Peru, Néstor Popolizio (2018)

W 2017 Śniadecka-Kotarska została powołana przez prezydenta RP Andrzeja Dudę na stanowisko Ambasadora Pełnomocnego i Nadzwyczajnego RP w Peru, akredytowaną także w Boliwii i Ekwadorze. W marcu 2018 objęła placówkę w Limie. Zakończyła pełnienie funkcji 31 maja 2024.

## Członkostwo w stowarzyszeniach naukowych
Magdalena Śniadecka-Kotarska jest członkinią 14 polskich i zagranicznych towarzystw naukowych (była wieloletnią prezeską i wiceprezeską PTSL – Polskiego Towarzystwa Studiów Latynoamerykanistycznych) LASA, CIESAL, CLACSO, WISPS, SLAS, ALACID, IUAES, CLACSO. Jest też członkinią 8 rad wydawniczych periodyków latynoamerykanistycznych, zagranicznych i krajowych.

## Nagrody i odznaczenia

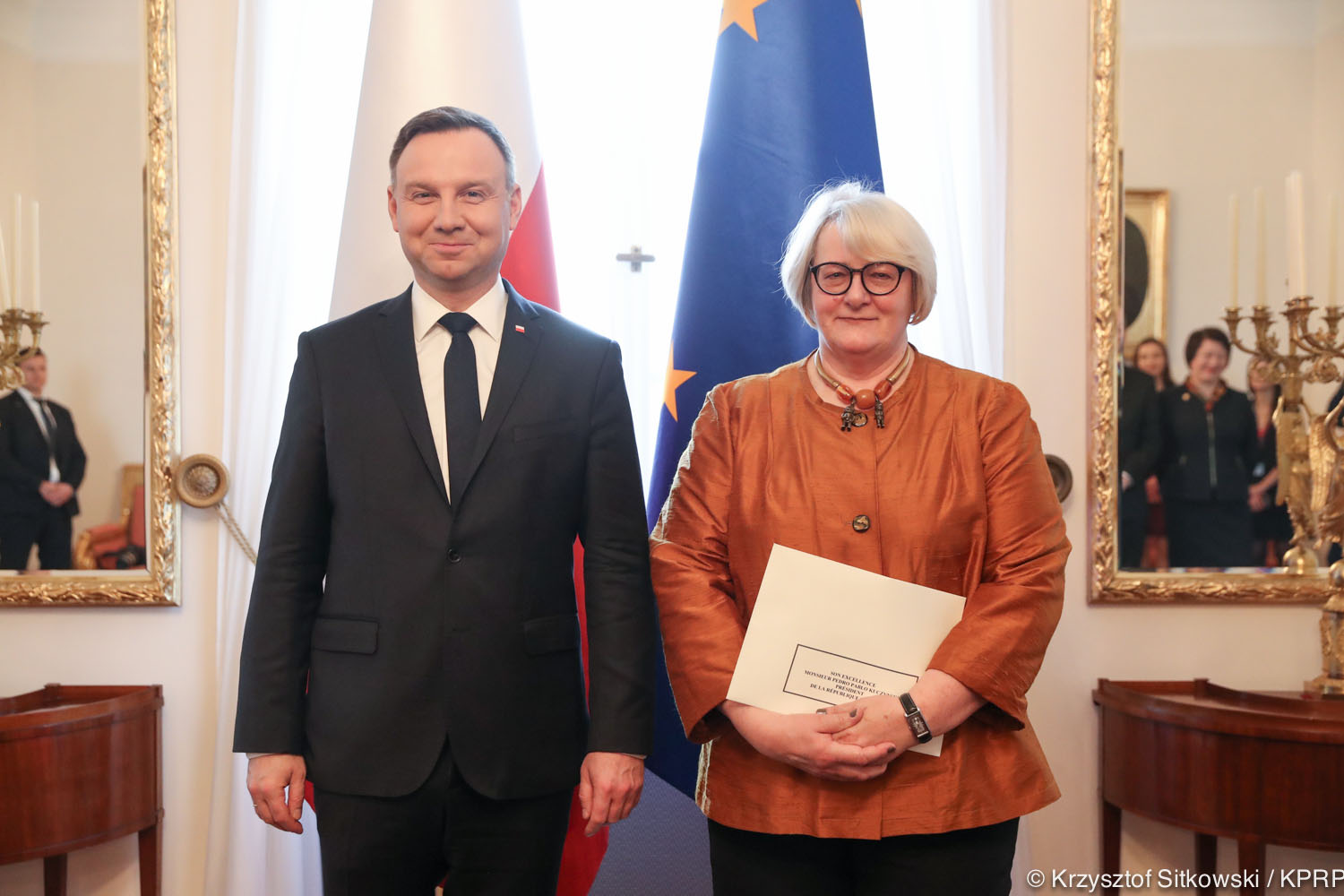
Magdalena Śniadecka – Kotarska z prezydentem Andrzejem Dudą (2017)

Odznaczona przez Prezydenta RP Złotym Krzyżem Zasługi w 2005 za badania w regionie andyjskim, w 2015 Medalem za Długoletnią Służbę. W 2013 wyróżniona Nagrodą im. Margarity von Bretano na Freie Universität w Berlinie za badania z zakresu feminizmu indiańskiego. Wielokrotna laureatka Nagród Rektora UŁ i UW, w 2018 otrzymała tytuł absolwenta VIP UŁ.

## Wybrane monografie
- Indianie Otavalo i Saraguo w procesach zmian tożsamości, Dokumenty Robocze CESLA t. 26, UW, ISBN 83-85620-18-4, Warszawa 1997.
- Antropología de la Mujer Andina, PTSL, ISBN 83-911-513-0-1, Warszawa 1998 (I ed.), ABYA-YALA Quito 2001 (ed. II).
- Być kobieta w Ekwadorze, UW/UŁ, ISBN 83-89251-08-6, Warszawa, 2003.
- Ser mujer en Ecuador, UW/UŁ, ISBN 83-89251-08-3, Warszawa, 2003.
- Być kobietą w Peru, UW/UŁ, ISBN 83-89251-25-6, Warszawa, 2006.
- Ser mujer en Perú, UW/UŁ, ISBN 83-89251-08-8, Warszawa, 2003.
- Kobieta w historia Peru, Dokumenty Robocze CESLA t. 53, UW, ISBN 83-89251-54-X, Warszawa, 2010.
- Etnopolityka w Boliwii, UW/UŁ, ISBN 83-8951-55-8, Warszawa 2012.
- Antropologia politica en America Latina (red.), UŁ/PTSL, ISBN 978-83-928476-1-8, Warszawa, 2012.
- Etnopolityka w Meksyku (współautor J. Kotarski) PTSL/UŁ, ISBN 978-83-943363-0-1, Warszawa, 2015, s. 130.